# جورج كارسون
جورج كارسون (بالإنجليزية: George Carson)‏ (8 مارس 1925 - ) هو مدرب كرة قدم ولاعب كرة قدم بريطاني في مركز الهجوم. لعب مع ريث روفرز ونادي دمبرتون.